# Manalurpet
Manalurpet (ook wel Manalurpettai genoemd) is een panchayatdorp in het district Kallakurichi van de Indiase staat Tamil Nadu. 

## Demografie
Volgens de Indiase volkstelling van 2001 wonen er 7.401 mensen in Manalurpet, waarvan 51% mannelijk en 49% vrouwelijk is. De plaats heeft een alfabetiseringsgraad van 59%. 